# Макаров (фильм)
«Мака́ров» — российский художественный фильм Владимира Хотиненко.

## Сюжет
Талантливому поэту Макарову не хватает в жизни только одного — чувства безопасности. По случаю он покупает пистолет Макарова. Холодный металл постепенно становится самой важной частью героя, вытесняя всё остальное из жизни.

## В ролях
- Сергей Маковецкий — Александр Сергеевич Макаров
- Елена Майорова — Наташа, жена Макарова
- Ирина Метлицкая — Марго, любовница Макарова
- Владимир Ильин — Василий Иванович Цветаев, старший прапорщик милиции, друг Макарова
- Сергей Паршин — Савелий Тимофеевич Фунтов, новый русский бандит-меценат, покровитель Макарова (озвучивает Владимир Ерёмин)
- Виктор Смирнов — Михаил Евграфович, начальник тюрьмы
- Юлия Рутберг — Алёна, литературный рецензент
- Леонид Окунев — продавец оружия
- Евгений Стеблов — «потомственный дворянин» Фёдор Протасов
- Илья Рутберг

## Съёмочная группа
- Автор сценария: Валерий Залотуха
- Режиссёр: Владимир Хотиненко
- Оператор: Евгений Гребнев
- Художник: Валерий Лукинов
- Композитор: Александр Пантыкин

## Призы
- 1993 — Кинофестиваль «Окно в Европу» в Выборге — главный приз — Владимир Хотиненко
- 1993 — Кинофестиваль «Киношок» в Анапе — приз за лучшую мужскую роль — Владимир Ильин
- 1993 — Кинофестиваль «Киношок» в Анапе — Гран-при «Золотая лоза» — Владимир Хотиненко
- 1993 — Премия «Золотой Овен» — лучший актёр года — Сергей Маковецкий
- 1993 — «Ника» — лучший игровой фильм — Владимир Хотиненко
- 1993 — «Ника» — лучшая режиссура — Владимир Хотиненко
- 1993 — «Ника» — лучшая мужская роль — Сергей Маковецкий
- 1993 — «Ника» — лучшая роль второго плана — Владимир Ильин
- 1993 — Приз «Зелёное яблоко — золотой листок» — За лучшую мужскую роль — Сергей Маковецкий
- 1993 — Приз кинопрессы — лучшему актёру года — Сергей Маковецкий
- 1993 — Приз кинопрессы — за лучший фильм года — Владимир Хотиненко
- 1993 — Приз кинопрессы — за фильм, определяющий киностиль года — Владимир Хотиненко
- 1994 — Международный кинофестиваль славянских и православных народов «Золотой Витязь» — Приз «Серебряный Витязь» за лучший игровой фильм — Владимир Хотиненко
- 1995 — Международный кинофестиваль в Стамбуле — Приз FIPRESCI, приз C.I.C.A.E. — Владимир Хотиненко